# 微齿山梗菜
微齿山梗菜（学名：Lobelia doniana）为桔梗科半边莲属下的一个种。

## 扩展阅读
- 維基物種上的相關：微齿山梗菜